# L'Essor (Suisse)
Pour les articles homonymes, voir L'Essor.
L'Essor est un périodique indépendant publié en Suisse romande depuis 1905, il travaille au rapprochement entre les humains et à leur compréhension réciproque. De 1923 à 1932, le titre était Le Nouvel Essor.

## Thèmes
Les articles de L'Essor sont basés sur les valeurs définies par sa charte, qui sont : la cause de la paix, le respect de la vie, la pratique de la solidarité et l'ouverture à la créativité. Tous les articles depuis 2006 sont disponibles sur le site web du journal.
Chaque numéro aborde un thème, traité dans un forum ouvert aux contributions des lecteurs.
Les thèmes abordés en 2013 sont la démographie et la surpopulation, les médias (« infos ou intox ? »), la peur et l’insécurité, la mort et la mémoire, la mobilité et le déracinement, « la fin du travail ? ».
De 2009 à 2012, les thèmes ont concerné : le mouvement des Indignés, le marché de la santé, l'eau, la spéculation financière, l'État, les dérives totalitaires, le vieillissement, l'école, le gaspillage, les privatisations, les révolutions arabes, les langues étrangères, la surpopulation, le néolibéralisme, l'Après-pétrole, les apports de l'Islam, les peurs, la défense nationale, les déchets, l'informatique et le web, l’anarchisme, la créativité.
Entre 2005 et 2008, les thèmes des forums comprenaient : les actions citoyennes, la décroissance, la communication et la manipulation, la politique en Suisse, l’économie, la santé, « Graines de paix », les sociétés de subsistance, la créativité, la démagogie et le populisme, la déshumanisation du travail, la non-violence, l’alimentation et le climat, les maltraitances, la civilisation de l'image, le racisme.

## Historique
À la base du lancement de L'Essor en 1905 se trouvent des pasteurs de l'Église évangélique libre, Paul Sublet, Paul Laufer, Henri Rochat et Paul Pettavel. Le journal s'inscrit dans le mouvement du christianisme social. Le sous-titre de la première décennie indique les orientations : « social, moral, religieux ».
Un document intitulé Un projet de journal a été publié à Vallorbe en 1904 déjà. Les premiers articles de ce groupe de pasteurs sont publiés par la Feuille du dimanche à La Chaux-de-Fonds d’août 1904 à janvier 1905. Une fois lancé, le journal bimestriel touche 4 000 abonnés. Parmi les collaborateurs de cette époque, on trouve le pédagogue suisse Pierre Bovet et le dirigeant du mouvement coopératif français Charles Gide.

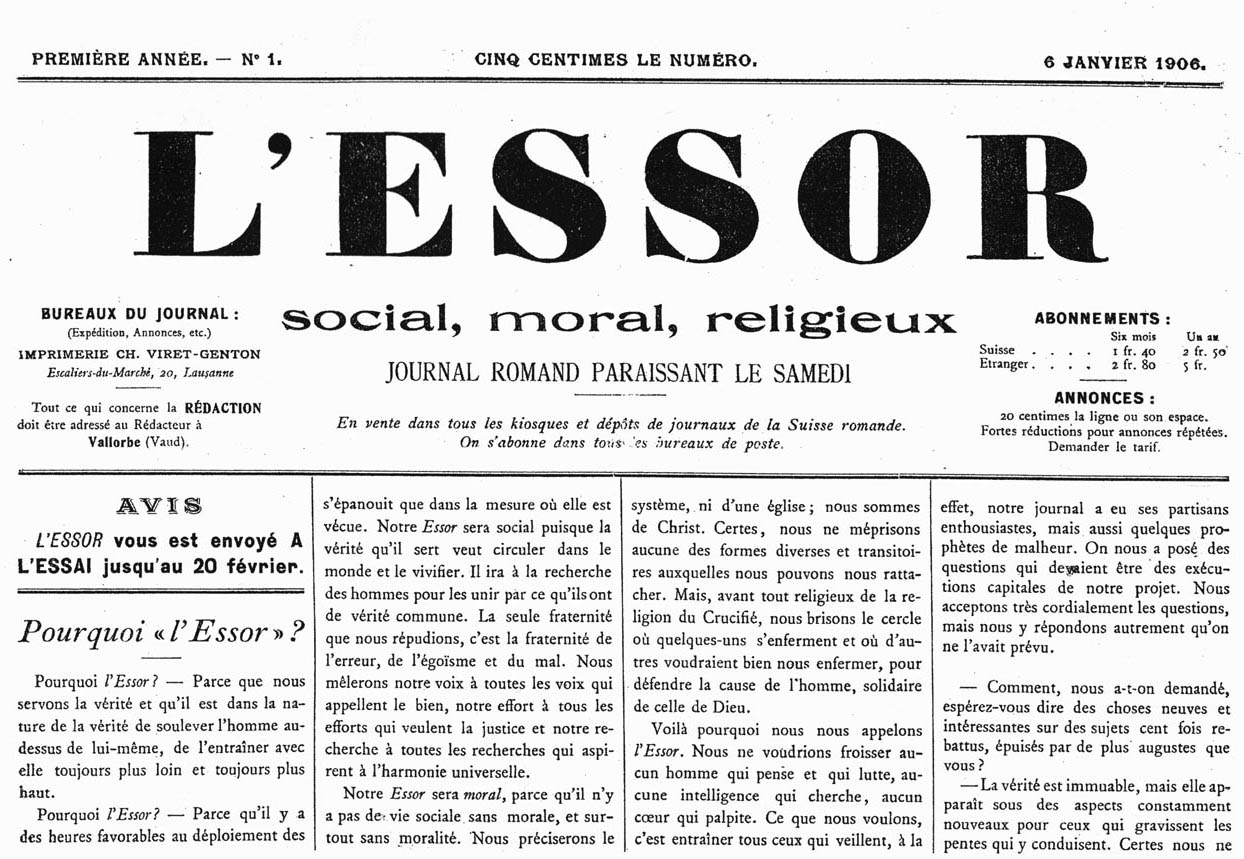
Première page du premier numéro.

Le journal évolue avec chaque génération de rédacteurs et rédactrices. Avec l'arrivée d'Adolphe Ferrière en 1919, la dimension religieuse est écartée (le sous-titre devient « social, moral et éducatif ») et le lectorat s'enrichit de pédagogues de l'Éducation nouvelle.
De 1923 à 1932, le journal prend un tournant plus commercial et s'écarte des prises de position pacifistes.
Il est rebaptisé Le Nouvel Essor. Henri Chenevard, le nouveau rédacteur responsable, promeut les livres édités par les Éditions Forum dont il est le directeur. Son successeur Simon Gauthier, qui est un industriel, ira jusqu'à soutenir l'intervention de l'armée à la suite des événements du 9 novembre 1932 à Genève, et s'opposer au suffrage féminin. Ces positions ne sont pas du goût de la majorité du lectorat. Le journal a failli disparaître à la suite de graves problèmes financiers.
Albert Sechehaye, professeur de linguistique à l'université de Genève, reprend le journal en 1933. Il a le soutien d'un petit groupe de paroissiens de l'Église évangélique libre genevoise. C'est un retour au pacifisme, au socialisme chrétien et aux pédagogies nouvelles. L'équipe de rédaction se renforce de pédagogues comme Alice Descœudres et Édouard Claparède. Le journal s'ouvre aussi au personnalisme. Les lecteurs se recrutent essentiellement dans l'arc lémanique. Dès lors le sous-titre du journal, très variable, insistera sur son indépendance.
Edmond Privat devient le nouveau rédacteur responsable en 1943. Membre de nombreuses associations pacifistes, influent espérantiste, proche de Gandhi et de Romain Rolland, quaker, il était professeur d'anglais à Bellinzone pendant la guerre. Son énergie et son charisme influencent durablement L'Essor.
Après un bref passage de l'orientaliste André Chédel à la tête du journal, c'est le journaliste Éric Descoeudres qui devient le rédacteur responsable de 1953 à 1985, après avoir collaboré à L'Essor dès 1935. Engagé dans le mouvement coopératif et syndical, il est aussi rédacteur en chef de Coopération (hebdomadaire du groupe Coop). Le sous-titre devient « Vers plus de vérité de justice, de tolérance » en 1952.

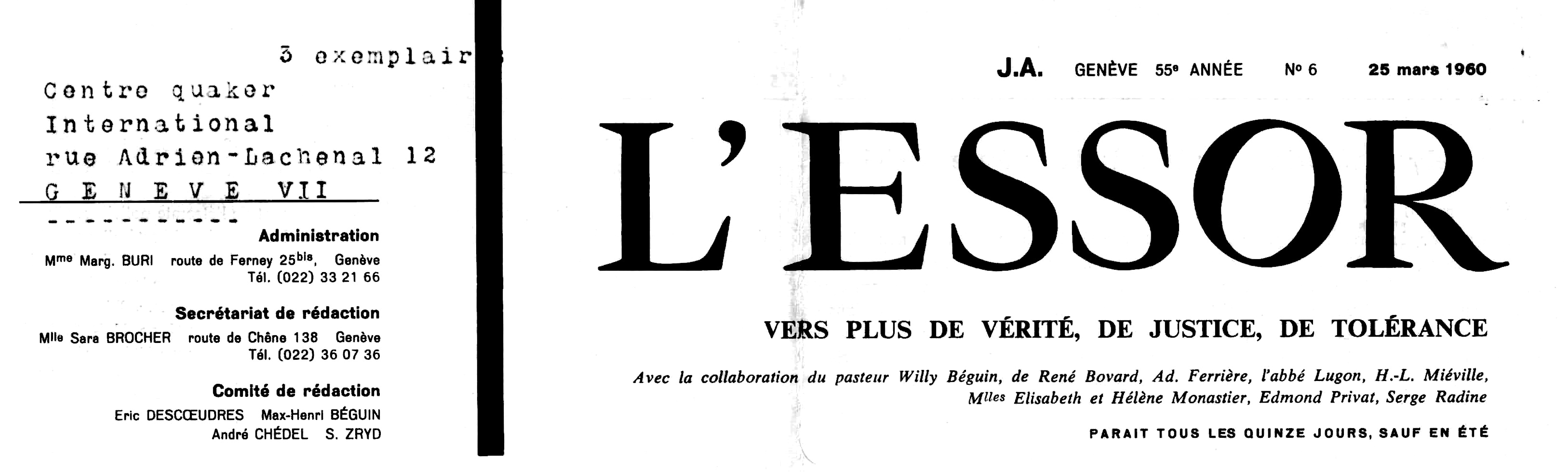
1960.

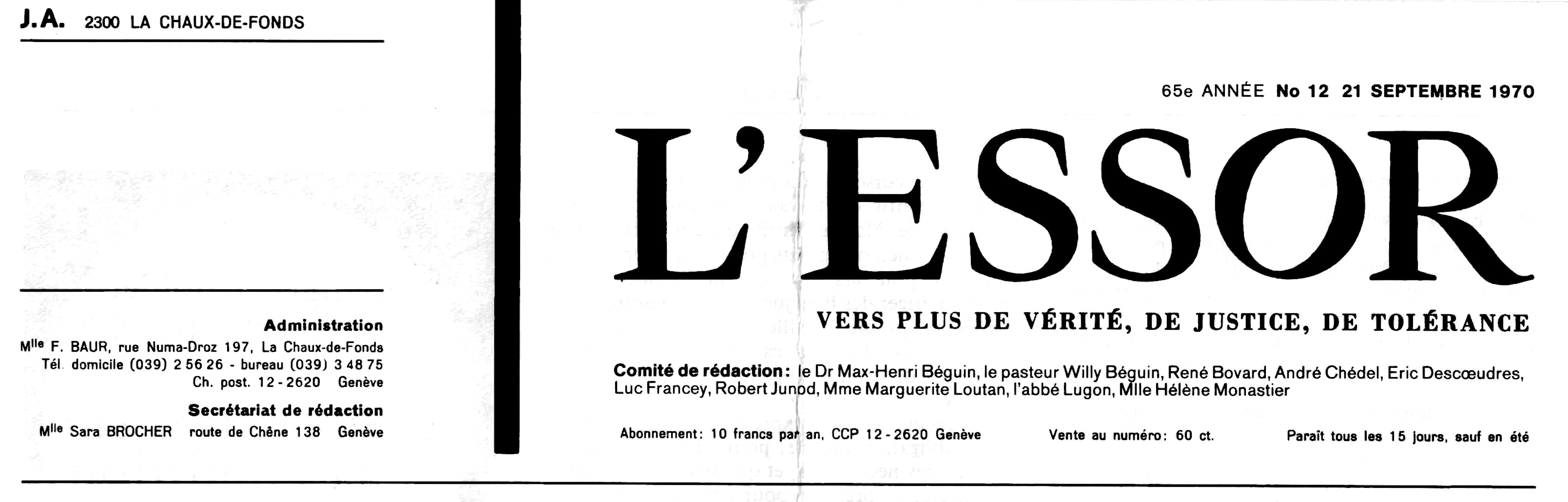
1970.

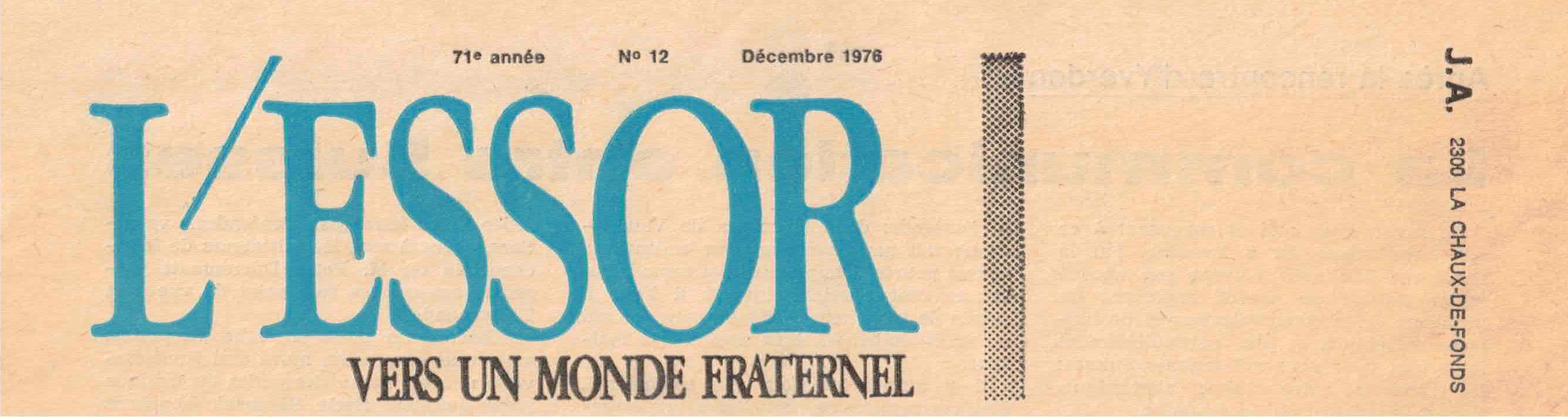
1976.

Participent à l'équipe de rédaction à cette époque en particulier le philosophe Robert Junod et sa femme Pierrette, le journaliste objecteur René Bovard, Ariane Schmitt, l’enseignante et quaker Hélène Monastier, l'enseignant Luc Francey ou encore l'abbé Lugon. Le sous-titre change encore une fois de nom pour devenir en 1973 : « Vers un monde fraternel ». Dès 1980, il n'y a plus de sous-titre.
Dans les années 1960 et 1970, L'Essor collabore étroitement avec la branche romande du Mouvement international de la Réconciliation (MIR). De 1966 à 1969, des numéros sont « rédigés par la branche romande de la Réconciliation », puis de 1970 à 1972 paraît La Réconciliation, édition de l'Essor rédigé par la branche romande du MIR. Dans les années 1970, L'Essor est membre de la Fédération romande des mouvements non-violents, avec le MIR, le Centre Martin Luther King et d'autres.
Dans les années 1980 ont lieu des rencontres de L'Essor, réunissant les lecteurs autour d'une conférence et d'un repas. À la suite de plusieurs décès dans l'équipe de rédaction, de nouvelles personnes s'engagent : Marguerite Loutan, Michèle Joz-Roland, Yvette Humbert Fink, Fritz Tüller, Mousse Boulanger.
En 2005, Jeanlouis Cornuz écrit que « L'Essor a continué le combat : pour la paix, pour la fraternité, pour la non-violence (...) ».

## Périodicité
L'Essor a paru sans discontinuer depuis sa création en 1905. D'abord bimensuel, il devient mensuel en 1973. Il paraît huit fois par an dès 1994 et devient peu après bimestriel.

## Rédaction
Les rédacteurs et collaborateurs de L'Essor auraient toujours été uniquement des bénévoles. En 2016, le Comité de rédaction se compose de Rémy Cosandey (rédacteur responsable), Edith Samba, Émilie Salamin-Amar, Yvette Humbert-Fink, Pierre Lehmann, Mousse Boulanger, Suzanne Gerber, François Iselin, Bernard Walter, Marc-Gabriel Jehouda et Christiane Betschen.
| Période   | Rédacteur responsable                                                           |
| --------- | ------------------------------------------------------------------------------- |
| 1906-1915 | Paul Sublet (1871-1915), pasteur, Lausanne                                      |
| 1916-1918 | Paul Pettavel (1861-1934), pasteur et journaliste, La Chaux-de-Fonds            |
| 1919-1922 | Adolphe Ferrière (1879-1960), pédagogue, Institut Jean-Jacques-Rousseau, Genève |
| 1923-1932 | Henri Chenevard (1888-1955), romancier et éditeur, Genève                       |
| 1932-1933 | Simon Gauthier (1892-1960), industriel, Genève                                  |
| 1933-1943 | Albert Séchehaye (1870-1946), professeur de linguistique, Genève                |
| 1944-1949 | Edmond Privat (1889-1962), journaliste, écrivain et professeur, Neuchâtel       |
| 1950-1952 | André Chédel (1915-1984), journaliste, écrivain et orientaliste, Le Locle       |
| 1953-1985 | Éric Descoeudres (1910-1987), journaliste, Bâle                                 |
| 1985-1995 | Ariane Schmitt née Oltramare (1918-2005)                                        |
| 1995-1998 | Jeanlouis Cornuz (1922-2007), enseignant, journaliste et écrivain, Lausanne     |
| 1998-2005 | Alain Simonin, professeur à l'Institut d'Études Sociales, Genève                |
| 2005-     | Rémy Cosandey                                                                   |